# EDM Aerotec CoAX 2D
L'EDM Aerotec CoAX 2D est un hélicoptère ultra-léger produit par EDM Aerotec à Geisleden en Allemagne.

## Histoire
L'EDM Aerotec CoAX 2D est un hélicoptère biplace avec une masse maximale de 450 kg conçu pour la catégorie ULM classe 6. Il est équipé de rotors contrarotatifs coaxiaux et du moteur 6 cylindres belge D-Motor LF39 de 3900 cc de cylindrée et de 125 ch.
Le rotor contrarotatif permet de supprimer le rotor de queue et de consacrer l'intégralité de la puissance du moteur au rotor principal, mais au prix d'une complexité accrue de ce dernier.
Après un premier prototype nommé FLIP 1 avec rotor de queue, un prototype nommé FLIP 2 avec rotor contrarotatif est conçu à partir de 2008 et vole pour la première fois en 2012. Le premier exemplaire du CoAX 2D est livré en 2016.
EDM Aerotec et Piasecki Aircraft (en) souhaitent équiper un CoAX 2D d'une pile à combustible de la société HyPoint et en faire ainsi le premier hélicoptère à hydrogène en 2023,.

## Modèles
CoAX 2D
Avec un moteur D-Motor LF39 (en) de 125 ch.
CoAX 2R
Avec un moteur Rotax 912ULS de 100 ch. Le CoAX 2R n'est plus commercialisé.
CoAX 600
Evolution avec une masse maximale de 600 kg, pour la catégorie light sport aircraft, et un moteur ULPower UL390iS (en) de 160 ch.